# Emma Mærsk
Emma Mærsk («Эмма Мэрск») — судно-контейнеровоз, принадлежащее датской компании A.P. Moller-Maersk Group и построенное на верфи Lindoe в Дании, которая входит в компанию Odense Steel Shipyard Ltd в 2006 году (позднее были сооружены ещё 7 судов такого же типа Estelle Mærsk, Eleonora Mærsk, Evelyn Mærsk, Ebba Mærsk, Elly Mærsk, Edith Mærsk и Eugen Mærsk). На момент постройки Emma Mærsk было крупнейшим в мире контейнеровозом.
Судно названо владельцем судостроительной компании Арнольдом Мерском Маккинни Мёллером в честь его покойной жены Эммы (1913—2005).
18 марта 2011 года Королевский монетный двор Дании выпустил в обращение монету номиналом 20 крон, посвящённую судну-контейнеровозу Emma Mærsk..

## Технические характеристики
Длина судна 396,84 метра, ширина 63,1 метра и высота от киля до палубы 30 метров. Водоизмещение 156 907 метрических тонн. Emma Mærsk может перевозить до 11000 стандартных 20-футовых контейнеров (по другим методикам расчёта — более 14 тыс.).
«Emma Mærsk» проходит приблизительно 170 000 морских миль (314 000 км) в год, что соответствует семи с половиной длинам экватора. При полной загрузке «Emma Mærsk» вмещает 11 000 полных 20-футовых контейнеров или 14 700 пустых контейнеров.
- Грузоподъёмность — 123 200 тонн.
- Судно оснащено 14-цилиндровой дизельной установкой Wärtsilä-Sulzer 14RT-96C-flex. (26,7х13,2 м), весом 2300 тонн.
- Мощность — 108 920 л. с.
- Скорость — 25,6 узла.
- Загрузка возможна сразу с 11 кранов.
- Капитанский мостик находится на 10 ярусе надстройки судна.
- Из-за размеров судна для него закрыт Панамский канал.
- Судно курсирует на трассе АЕ2 между Юго-Восточной Азией (Нинбо, Яншань) — Суэцкий канал — Европа (Роттердам, Бремерхафен) — Балтийское море (Гданьск).
- Экипаж - 13 человек[источник не указан 2104 дня]

## Силовая установка
Двигатель RTA96, установленный на борту судна Emma Mærsk, весит 2300 тонн и работает со скоростью 102 оборота в минуту. В отличие от традиционных дизельных двигателей, в двухтактном дизельном двигателе RTA96 отсутствует распредвал, цепные распределительные механизмы, топливные насосы. В двигателе используется единая топливная магистраль высокого давления, а подача топлива в цилиндры осуществляется с помощью электромагнитных клапанов, это позволяет двигателю устойчивей работать на низких оборотах и потреблять меньше топлива. В каждом цикле в каждый из 14 цилиндров впрыскивается порядка 200 граммов дизельного топлива.